# Elektronenmikroskop

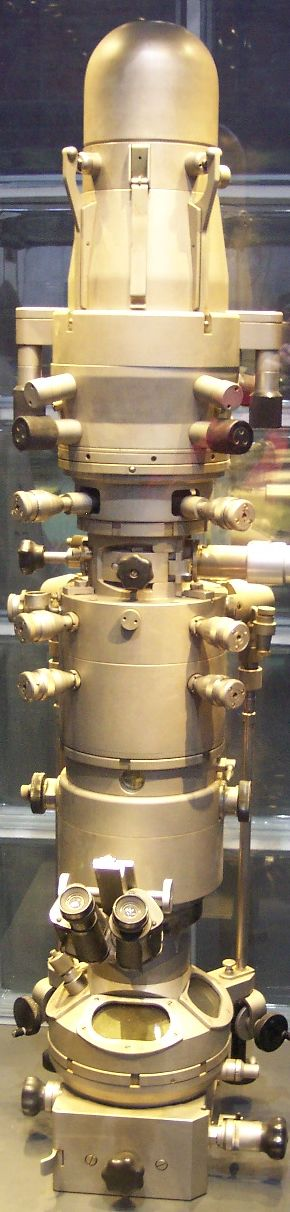
Transmissions-elektronenmikroskop (TEM) (2005)

Ein Elektronenmikroskop (früher auch Übermikroskop) ist ein Mikroskop, welches das Innere oder die Oberfläche eines Objekts mit Elektronen abbilden kann. Wie bei klassischen Lichtmikroskopen ist auch hier das Auflösungsvermögen von der verwendeten Wellenlänge abhängig. Da die Materiewelle, die schnellen Elektronen zugeordnet werden kann, eine sehr viel kürzere Wellenlänge besitzt als sichtbares Licht, kann mit einem Elektronenmikroskop eine deutlich höhere Auflösung (derzeit etwa 0,05 nm) erreicht werden als mit einem Lichtmikroskop (etwa 200 nm). Während die Auflösung von Lichtmikroskopen tatsächlich die durch Beugung bedingte physikalische Grenze erreicht, verschlechtern bei Elektronenmikroskopen die deutlich geringere numerische Apertur und Aberrationen der elektronenoptischen Bauteile die nutzbare Auflösung um etwa eineinhalb Größenordnungen gegenüber der Wellenlänge, die für 100 keV Elektronenenergie etwa 0,0037 nm beträgt.
Es gibt verschiedene Typen von Elektronenmikroskopen, die auf unterschiedliche Weise ein Bild des Objekts erzeugen:
- Bei Transmissionselektronenmikroskopen werden elektronenoptische Linsen eingesetzt, die mittels magnetischer oder elektrischer Felder die Elektronenbahnen ähnlich wie Licht beim Durchgang durch lichtoptische Sammellinsen ablenken. Dadurch ergibt sich eine Analogie zwischen traditionellen Durchlichtmikroskopen und den Transmissionselektronenmikroskopen bis hin zum Strahlengang.
- Sekundärelektronenmikroskope beschreiten einen anderen Weg der Bilderzeugung ähnlich den konfokalen Lichtmikroskopen.

## Aufbau

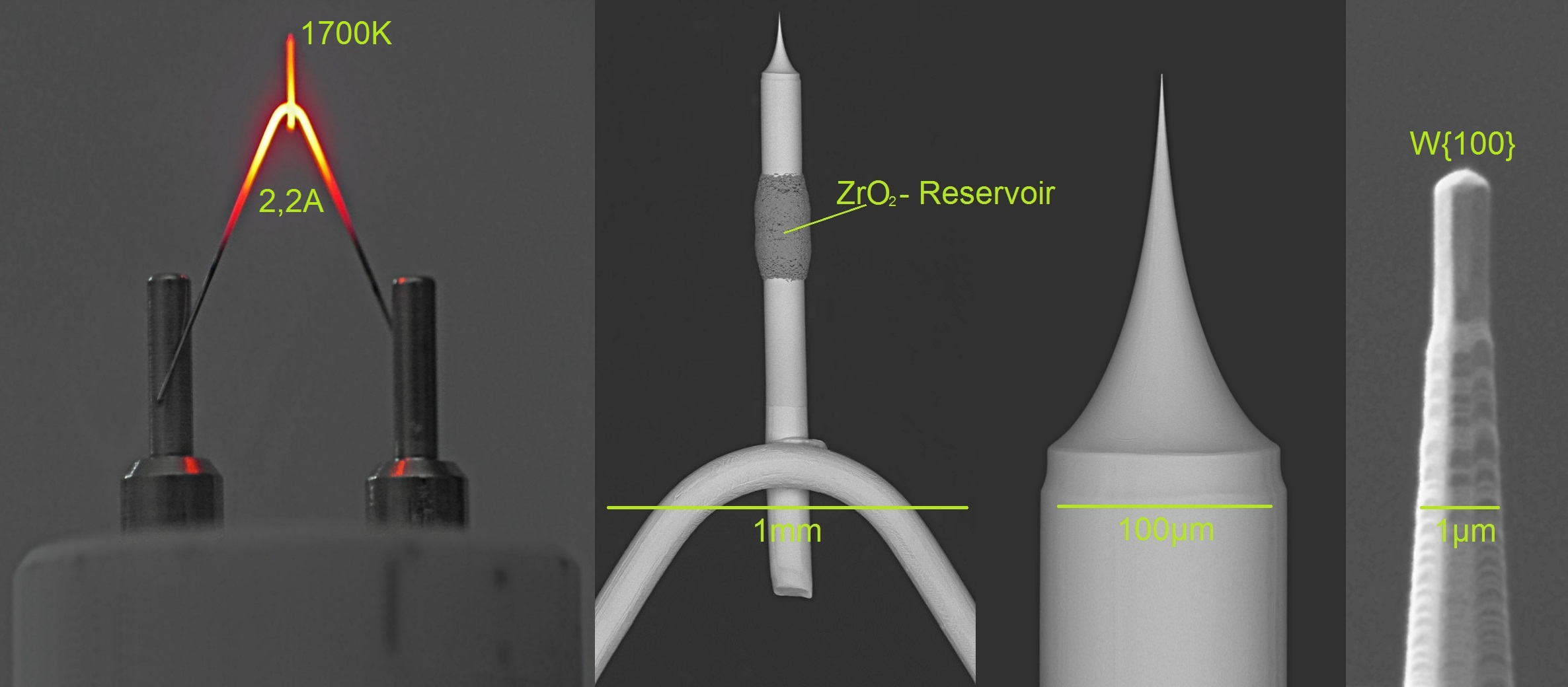
Schottky-Emitter als Elektronenquelle

Die Hauptbestandteile eines Elektronenmikroskops sind:
- Die Elektronenkanone, die die freien Elektronen in einer Elektronenquelle erzeugt und in Richtung einer ringförmig um die Strahlachse liegenden Anode beschleunigt. Elektrisch liegt die Anode auf Erdpotential, die Kathode auf einer negativen Hochspannung, die je nach Mikroskop zwischen wenigen Kilovolt bis zu 3 Megavolt liegt. Diese Spannung zwischen Kathode und Anode bestimmt die Energie der Elektronen.
- Elektronenlinsen, die die Flugbahnen der Elektronen ablenken können. Meist werden magnetische Linsen verwendet, in der Elektronenkanone zum Teil auch elektrostatische. Elektronenlinsen haben die gleiche Funktion wie Glaslinsen im Lichtmikroskop. Während die Brennweite der Glaslinsen fest liegt, ist sie bei Elektronenlinsen regelbar. Deshalb enthält ein Elektronenmikroskop im Gegensatz zu einem Lichtmikroskop keine austauschbaren oder verschiebbaren Linsen(systeme) wie die Objektive beziehungsweise das Okular eines Lichtmikroskops. Neben Linsen kommen wie beim Lichtmikroskop auch Blenden zum Einsatz.
- Das Vakuumsystem, das dafür sorgt, dass die Elektronenquelle effizienter arbeiten kann und die Elektronen auf ihrem Weg nicht durch Kollision mit Gasmolekülen behindert werden.
- Die Objekthalterung, die eine stabile Lage des Objekts garantieren muss. Daneben sind oft Manipulationsmöglichkeiten erwünscht, von denen je nach Art des Objekthalters unterschiedliche Kombinationen realisiert werden: Verschiebung, Drehung, Kippung, Heizung, Kühlung und anderes.
- Detektoren, die die Elektronen selbst oder sekundäre Signale registrieren.
- Die Mikroskopsäule (engl. column) bildet den Rahmen für alle elektronenoptischen Bauteile, schirmt in der Regel magnetisch ab, um die Einflüsse äußerer Magnetfelder auf die Messungen abzuschwächen, und dichtet das im Inneren aufrechterhaltene Vakuum ab.

## Arten

### Wirkprinzipien und Geometrien
Elektronenmikroskope lassen sich nach zwei grundsätzlichen Gesichtspunkten einteilen.
- Der erste ist die Art der Bilderzeugung:
  - Rasterelektronenmikroskope (REM oder, für engl. scanning electron microscope, SEM) erzeugen mit einem elektronenoptischen System elektromagnetischer und elektrostatischer Linsen einen feinen Elektronenstrahl auf dem Objekt, der zeilenweise über den zu untersuchenden rechteckigen Objektbereich geführt wird („gerastert“). Das Bild kommt dabei durch die synchrone Registrierung eines vom Elektronenstrahl ausgelösten oder beeinflussten Signals zustande.
  - Ruhebildmikroskope bestrahlen einen Objektbereich mit einem feststehenden, breiten Elektronenstrahl. Das Bild wird hier erzeugt, indem ein Teil der vom Objekt ausgehenden Elektronen zur Bilderzeugung mittels eines elektronenoptischen Systems verwendet wird. Wichtig ist hier, dass die Elektronen im Objekt – anders als Licht – stark inelastisch gestreut werden und Energie verlieren. Die elektronenoptischen Abbildungssysteme weisen aber starke chromatische Aberrationen auf, daher stören die inelastisch gestreuten Elektronen das optisch erzeugte Bild. Generell kann der Ruhebildmodus nur genutzt werden, wenn nach der Wechselwirkung des Elektronenstrahls mit dem Objekt genügend Elektronen mit einer hinreichend schmalen Energieverteilung zur Verfügung stehen und gleichzeitig nicht zu viele Elektronen mit abweichenden Energien auftreten. Dies ist naturgemäß gegeben für hinreichend dünne Objekte. Die untersuchbare Objektdicke lässt sich steigern, wenn mittels Elektronenenergiefilter Elektronen eines geeigneten Energiebereichs zur Abbildung ausgewählt werden.
- Die zweite Einteilungsmöglichkeit bezieht sich auf die Geometrie der Anordnung.
  - In Transmission wird gearbeitet, indem die schnellen Strahlelektronen nach Durchgang durch das Objekt zur Bilderzeugung verwendet werden, wobei in der Regel nur sehr kleine Streuwinkel erfasst werden. Transmissionselektronenmikroskope (TEM) arbeiten meistens nach der Ruhebildmethode, gelegentlich wird hierbei die Rastermethode angewendet (Raster-Transmissionselektronenmikroskop (STEM) von englisch „scanning transmission electron microscopy/microscope“). Die untersuchten Objektbereiche müssen sehr dünn sein (man spricht von Elektronentransparenz, für heute übliche Beschleunigungsspannungen bzw. Elektronenenergien maximal einige 100 nm für sehr grobe Auflösung, typisch unter 100 nm, für Hochauflösung maximal einige 10 nm).
  - Werden zur Bilderzeugung hauptsächlich andere Signale als die transmittierten Elektronen eingesetzt, so gibt es dafür keine feststehende Bezeichnung. In der folgenden Tabelle, die die gegebene Einteilung verdeutlicht, steht dafür o. B. d. A. Rückstreuung (an dieser Stelle ist nicht der physikalische Begriff gemeint). Will man kompakte Objekte untersuchen, so ist dies die einzige Möglichkeit. Die benutzten Signale sind meist Sekundärelektronen, seltener Rückstreuelektronen. In der Regel kann hierfür nur im Rasterverfahren (s. o.) gearbeitet werden. Eine Ausnahme bildet der streifende Einfall von Elektronen auf nahezu ebene Festkörperoberflächen, hier wird ein hinreichender Anteil von Elektronen elastisch reflektiert, so dass man im Ruhebildmodus arbeiten kann.

Die Kombination der genannten Einteilungen liefert folgende Matrix (die bei weitem häufigsten Typen sind fett gesetzt):
|              | Ruhebild-EM         | Raster-EM       |
| ------------ | ------------------- | --------------- |
| Transmission | TEM                 | STEM            |
| Rückstreuung | Reflexionsmikroskop | REM (engl. SEM) |

Die nach der Anzahl von installierten Geräten häufigsten Elektronenmikroskope sind die REM/SEM, gefolgt von TEM. Noch weniger findet man STEM, wobei besonders in den seit etwa Mitte der 1990er Jahre entwickelten TEM-Geräten aber häufig der STEM-Modus als Betriebsart möglich ist, reine STEM-Geräte (engl. dedicated STEM) sind ausgesprochen selten. Reflexionsmikroskope sind nur als Laborbauten in einigen Instituten zu finden, aber nicht kommerziell erhältlich. Reflexionsmikroskopie lässt sich aber auch in einem normalen TEM praktizieren, wenn die Objektoberfläche nahezu parallel zum Elektronenstrahl gestellt werden kann. Die Reflexionsmikroskopie, d. h. elektronenoptische Abbildung von Oberflächen, wird beispielsweise bei Kurzzeitexperimenten, bei denen der Elektronenstrahl nur für sehr kurze Zeiten zur Verfügung steht, eingesetzt; die kurze Zeitspanne würde nicht ausreichen, das Bildfeld in einer Weise wie beim REM mit einem Elektronenstrahl abzufahren.
Darüber hinaus gibt es noch das Feldelektronenmikroskop (auch als Feldemissionsmikroskop bezeichnet), das ohne eine abbildende Optik arbeitet, und in dem das Objekt selbst die Kathode bildet, aus der die Elektronen austreten.

### Einige weitere spezielle Arten von Elektronenmikroskopen
Abgesehen von der prinzipiellen Unterscheidung gibt es noch eine Vielzahl von Bezeichnungen, die mehr oder weniger systematisch sind und sich meist nach dem Einsatzgebiet, installierten Zusatztechniken oder bestimmten Besonderheiten der jeweiligen Geräte richtet. Im Folgenden sind einige davon gegeben:
- Analytisches Transmissions-Elektronenmikroskop (ANTEM, Ausrüstung mit EELS- und EDS-Spektrometern, oftmals auch im STEM-Modus betreibbar)
- energiegefiltertes Transmissionselektronenmikroskop (EFTEM, mit abbildendem In-column- oder Post-column-EELS-Spektrometer)
- Environmental Scanning Electron Microscope (ESEM, speziell zur Untersuchung bei atmosphärenähnlichen Umgebungen.)
- aberrationskorrigierte TEM, STEM und REM
- Reflexionselektronenmikroskop (ein TEM, in dem das Objekt so gekippt werden kann, dass seine Oberfläche unter streifendem Elektroneneinfall abgebildet wird)

## Nähere Erläuterungen wichtiger Grundtypen

### Rasterelektronenmikroskop

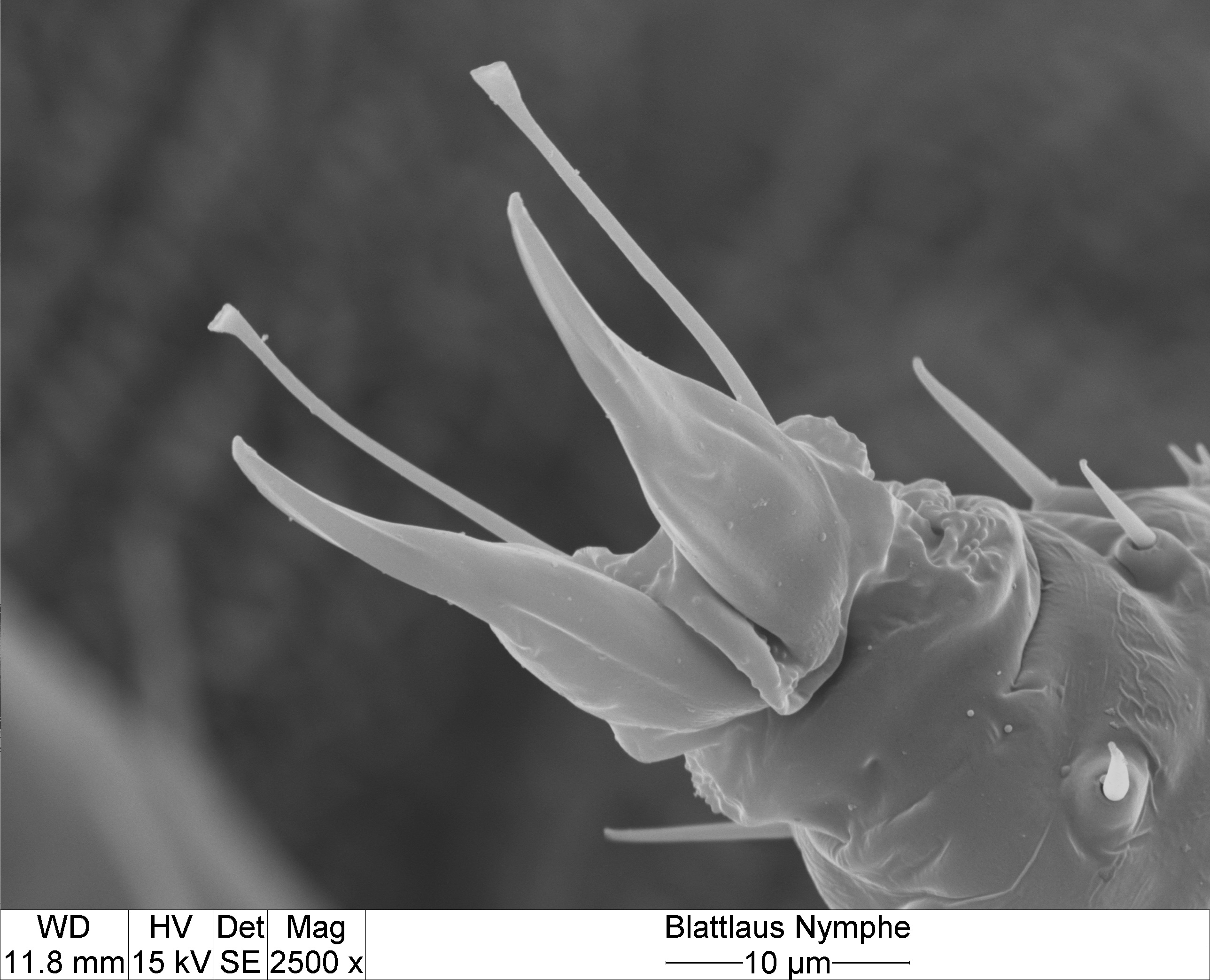
REM-Aufnahme einer Tarsuskralle einer Pfirsichblattlaus in einem Philips XL 20

Beim Rasterelektronenmikroskop (REM; oder englisch scanning electron microscope, SEM) wird ein dünner Elektronenstrahl über das üblicherweise massive Objekt gerastert. Dabei werden aus dem Objekt wieder austretende oder rückgestreute Elektronen, oder auch andere Signale, synchron detektiert, der detektierte Strom bestimmt den Intensitätswert des zugeordneten (momentan vom Elektronenstrahl bestrahlten) Bildpunktes. Meist werden die Daten auch sofort auf Monitoren dargestellt, sodass man den Bildaufbau in Echtzeit verfolgen kann. Bei alten REM ohne Rechneranbindung wurde mit der Signalintensität eine Kathodenstrahlröhre direkt angesteuert, zur Bildspeicherung wurde dann das auf dem Leuchtschirm dieser Röhre geschriebene Bild mit einer Fotokamera bei entsprechend langer Verschlussöffnungszeit fotografiert.
Die wichtigsten im REM zur Abbildung der Objektoberfläche genutzten Signale sind Sekundärelektronen (SE) und Rückstreuelektronen (BE oder BSE vom engl. back scattered electrons). Das Kathodolumineszenz (KL)-Signal (oder englisch cathodoluminescence, CL) ist von untergeordneter Bedeutung und wird nur in speziellen Untersuchungen angewandt.
Bei den SE handelt es sich um niederenergetische Elektronen, die durch den Primärelektronenbeschuss freigesetzt werden. Damit ist eine sehr hohe Auflösung möglich. Die SE werden durch eine Saugspannung in Richtung des Detektors beschleunigt und erzeugen dort eine ihrer Menge entsprechende Anzahl von elektrischen Impulsen. Je nach Positionierung des Detektors in der Objektkammer wird ein unterschiedliches Bild erzeugt. Der Standard-SE-Detektor ist seitlich über dem Objekt angebracht und liefert ein sehr natürliches, räumlich wirkendes Bild, weil die dem Detektor zugewandte Seite heller ist als die abgewandte. Früher nannte man ein REM, das nur in dieser Betriebsart arbeitete, Sekundärelektronenmikroskop. Ein weiterer bei modernen REM vorhandener SE-Detektor ist der sogenannte „Inlens“-Detektor, der ringförmig oberhalb des Objekts im Inneren der Säule angebracht ist. Er ermöglicht aufgrund des sehr geringen Arbeitsabstands sehr hoch aufgelöste Bilder (wenige Nanometer) bei geringen Beschleunigungsspannungen des Primärstrahls (einige hundert Volt).
Die BE oder BSE sind Elektronen aus dem Primärstrahl, die an den getroffenen Atomkernen an oder bis zu einige zehn Nanometer unterhalb der Objektoberfläche elastisch gestreut werden. Die Energie der Elektronen liegt dabei im Bereich der eingestrahlten Primärelektronen, die Bildauflösung liegt je nach Primärenergie im Mikrometerbereich. Der BSE-Detektor ist in der Regel als 4-Quadranten-Halbleiter-Detektor direkt oberhalb des Objekts platziert. Abhängig von der Beschaltung der Halbleiterkristalle erhält man unterschiedliche Topographiekontraste, wobei tiefliegende Bereiche des Objekts dunkel erscheinen. Die Eigenschaft, dass schwere Elemente die Elektronen stärker reflektieren als leichte, macht man sich mit dem sogenannten Z-Kontrast (Z = Ordnungszahl der Elemente) zunutze. So lässt die Helligkeit des Bildbereichs Rückschlüsse auf die chemische Natur der Objektoberfläche zu.
Als Kathodolumineszenz (KL) bezeichnet man die durch Elektronenbeschuss ausgelöste Lumineszenz der Objektoberfläche. Das KL-Signal, das heißt das vom Objekt emittierte Licht, wird über spezielle Spiegel und Lichtleiter aus der Objektkammer herausgeführt, mittels Monochromator spektral zerlegt und über einen Photomultiplier oder einen CCD-Detektor detektiert.
Eine weitere, derzeit stark an Bedeutung gewinnende Untersuchungsmethode am REM (aber auch am Transmissionselektronenmikroskop), die jedoch nicht die Objektoberfläche abbildet, benutzt die Elektronenrückstreubeugung. Mit ihrer Hilfe kann man die kristallographische Orientierung von Kristallen an der Objektoberfläche bestimmen. Dies ist zum Beispiel zur Charakterisierung von Materialeigenschaften in der Werkstoffwissenschaft und Geologie von großer Bedeutung. Hierzu werden die von den Kristallflächen des Objekts reflektierten Elektronen auf einen Detektorschirm projiziert und die so entstehenden Kikuchi-Linien mit Hilfe eines Computers analysiert und kristallographischen Richtungen zugeordnet.
Die Elektronenmikrosonde (Elektronenstrahlmikrosonde) ist ein spezielles Rasterelektronenmikroskop, das darauf optimiert ist, chemische Analysen an Oberflächen im Mikrometer-Bereich durchzuführen. Hier kommen die wellenlängendispersive (WDX) oder die energiedispersive (EDX) Röntgenanalyse zur Anwendung.
Ein ESEM (englisch environmental scanning electron microscope) erlaubt es, mit einem relativ hohen Gasdruck (einige Dutzend Millibar) in Objektnähe zu arbeiten. Dadurch ist es möglich, auch feuchte Objekte (beispielsweise lebende Zellen oder wachsende Kristalle) zu untersuchen.

### Transmissionselektronenmikroskop

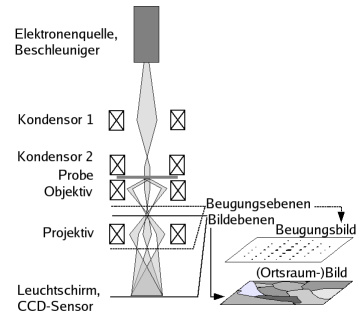
Strahlengang im TEM mit kristallinem Objekt, vereinfacht dargestellt. Das Abbildungssystem ist zweistufig (Objektiv und ein Projektiv) und erzeugt daher im Abbildungsmodus zwei Beugungs- und zwei Ortsraumbilder. Wird die Projektivlinse geringer angeregt (Erhöhung der Brennweite), verschiebt sich das zweite Beugungsbild nach unten und kann am Detektor registriert werden (Beugungsmodus).

Beim Transmissionselektronenmikroskop (TEM) durchstrahlen die Elektronen das Objekt, das zu diesem Zweck entsprechend dünn sein muss. Je nach Ordnungszahl der Atome, aus denen das Objektmaterial besteht, der Höhe der Beschleunigungsspannung und der gewünschten Auflösung kann die geeignete Objektdicke von wenigen Nanometern bis zu einigen Mikrometern reichen. Je höher die Ordnungszahl und je niedriger die Beschleunigungsspannung ist, desto dünner muss das Objekt sein.
Durch eine Änderung des Projektivlinsensystems kann anstatt des Zwischenbildes auch die Fokusebene (Brennebene) der Objektivlinse vergrößert abgebildet werden (siehe Abbildung). Man erhält ein Elektronenbeugungsbild, mit dessen Hilfe sich die Kristallstruktur des Objekts bestimmen lässt.
Das Transmissionselektronenmikroskop kann sinnvoll mit verschiedenen Analysemethoden erweitert werden, besonders verbreitet sind energiedispersive Röntgenanalyse (energy-dispersive X-ray analysis, EDX, auch energiedispersive Röntgenspektroskopie, EDS, genannt) sowie Elektronen-Energieverlust-Spektroskopie (englisch electron energy loss spectroscopy, EELS). Beide Verfahren können zur Bestimmung der Konzentration und Verteilung chemischer Elemente im Objekt benutzt werden, wobei auch hier die kleinen erzielbaren Durchmesser des Elektronenstrahls prinzipiell die Untersuchung sehr kleiner Objektbereiche gestattet. Man spricht beim Einsatz dieser Methoden oft von analytischer Transmissionselektronenmikroskopie.
Eine Weiterentwicklung der Elektronen-Energieverlust-Spektroskopie-Verfahren im TEM stellt die energiegefilterte Transmissionselektronenmikroskopie (EFTEM) dar, bei der meist Bilder aus inelastisch gestreuten Elektronen bestimmter, charakteristischer Energien aufgezeichnet werden. Damit kann die Verteilung von chemischen Elementen im Bildfeld oft sehr schnell und effektiv bestimmt werden. Analog dazu können auch energiegefilterte Elektronenbeugungsbilder aufgenommen werden.
Wird der Primärelektronenstrahl fein gebündelt über das Objekt gerastert, die durchgelassenen Elektronen detektiert und der jeweiligen Strahlposition auf dem Objekt zugeordnet, so bezeichnet man dieses Verfahren als Raster-Transmissionselektronenmikroskopie (STEM englisch scanning transmission electron microscope).

## Optische Aberrationen in Elektronenmikroskopen
Reale optische Linsenelemente, sowohl in der Licht- als auch in der Elektronenoptik, zeigen Abweichungen vom idealen Verhalten. In der Strahlenoptik werden zum Beispiel parallele Strahlen, die durch eine ideale Sammellinse laufen, so abgelenkt, dass sie sich nach der Linse allesamt im Brennpunkt schneiden. Bei einer realen Linse ist dies nicht der Fall. Im Bild der Wellenoptik wird eine Schar paralleler Lichtstrahlen durch eine ebene Welle repräsentiert. Die Wirkung der Sammellinse transformiert diese ebene Welle in eine einlaufende Kugelwelle. Die Aberrationen realer Sammellinsen äußern sich in diesem Modell durch eine relative Phasenverschiebung verschiedener Anteile, so dass die Wellenform nicht mehr der einer exakten Kugelwelle entspricht.
Während man Linsensysteme in der Lichtoptik durch geeignete Materialwahl und Formgebung zumindest für bestimmte Bereiche der Lichtwellenlängen nahezu aberrationsfrei gestalten kann, ist dies in den Linsenelementen der Elektronenoptik nicht möglich. Die Linsen haben ein rotationssymmetrisches magnetisches Dipolfeld (die Symmetrieachse ist die optische Achse der Linse). Die Feldform ist damit prinzipiell vorgegeben, und O. Scherzer zeigte bereits 1936, dass solche Linsen zwangsläufig starke sphärische Aberrationen aufweisen. Mit Hilfe von Kombinationen magnetischer Multipolelemente, die zusätzlich in den Strahlengang gebracht werden, lassen sich solche Aberrationen bis zu einem gewissen Grade korrigieren (Cs-Korrektor, Stigmator), dies hat eine gewisse Ähnlichkeit mit der Korrektur optischer Fehler in hochwertigen Photoobjektiven (sphärische Aberration, CS) bzw. menschlicher Stabsichtigkeit (Astigmatismus) durch Zylinderglas-Brillen, siehe hierzu auch Abbildungsfehler. Da die Aberrationen allerdings vom augenblicklichen Zustand der Linse abhängen (hier spielen Temperaturverteilung, elektronenoptische Justage und andere Parameter eine große Rolle), müssen die Aberrationen jeweils zeitnah gemessen und die Korrekturelemente entsprechend angesteuert werden.
Ein Messverfahren für die optischen Fehler (Aberrationen) eines Transmissions-Elektronenmikroskops (TEM) ist das Zemlin-Tableau. Dabei werden im TEM Bilder von Folien aus amorphem Material (meist amorpher Kohlenstoff) unter verschiedenen Strahlkippungen aufgenommen. Die Power-Spektren dieser Bilder werden entsprechend dem Azimut der Strahlkippung in einem Tableau angeordnet. Mit Hilfe dieses Tableaus können alle paraxialen Aberrationen gemessen werden. Das Zemlin-Tableau dient somit der exakten Justierung des Elektronenmikroskops und der Korrektur der optischen Fehler.
Zunächst wurde die Aberrationskorrektur nur benutzt, um die räumliche Signalauflösung (das Informationslimit) von TEMs und STEMs zu verbessern (vor der Einführung der Korrektur Mitte der 1990er Jahre bei etwa 0,11–0,15 nm). Das Auflösungsvermögen von REMs ist aufgrund ihrer Wirkungsweise meist nicht durch den geringstmöglichen Elektronenstrahldurchmesser gegeben, da der Elektronenstrahl durch das Objekt selbst stark gestreut wird. Allerdings erlaubt der Einsatz von Aberrationskorrektoren in REMs zum einen höhere Strahlströme (also schnellere Bildaufnahme) und zum andern die Kompensation von verringerten Elektronenenergien, was ja zunächst aufgrund der Wellenlängenvergrößerung zu einem größeren Strahldurchmesser führt.

## Objektaufbereitung
Für die Untersuchung im normalen REM sollte die Probe leitfähig oder mit einer leitfähigen Schicht überzogen sein, solange nicht spezielle Techniken benutzt werden, siehe Rasterelektronenmikroskop.
Für die Transmissionselektronenmikroskopie (sowohl CTEM als auch STEM) müssen die Objekte mit geeigneten Verfahren auf eine maximale Dicke von meist 10–100 nm (in besonderen Fällen genügt etwa 1 µm) gebracht werden, siehe Transmissionselektronenmikroskop.
Die Oberflächenmorphologie massiver Objekte kann mit dem Transmissionselektronenmikroskop untersucht werden, indem von diesem Objekt ein durchstrahlbarer Kohlenstoffabdruck hergestellt und mit Hilfe eines Trägernetzes in das Elektronenmikroskop eingebracht wird. Am besten eignen sich dafür dünne Schichten aus Kohlenstoff, der aus einem Lichtbogen im Hochvakuum unter einem bestimmten Neigungswinkel (z. B. 45 Grad) aufgedampft wird und anschließend von der zu untersuchenden Oberfläche abgelöst wird.

## Nachteile
Die aufwendige Vorbereitung der Objekte kann zu Artefakten führen – Strukturen, die nur durch die Vorbereitung entstanden sind und nichts mit dem eigentlichen Objekt zu tun haben –, was die Auswertung der Bilder erschwert. Darüber hinaus können im REM die Materialeigenschaften von denen kompakter Objekte abweichen, durch den überproportionalen Anteil oberflächennaher Bereiche am Analytvolumen. Ein weiteres Problem ist die Schädigung der Objekte durch den Elektronenstrahl, beispielsweise durch Erwärmung oder Wegstoßen ganzer Atome nach Kollision mit den schnellen Elektronen, aber auch Einschuss von Fremdatomen aus dem Vakuum in die Probe. Das im Inneren des Mikroskops herrschende Vakuum, die zum Herstellen eines Präparates nötige Trocknung und Fixierung sowie das unverzichtbare äußerst feine Schneiden des Präparates machen es (außer mit dem ESEM) unmöglich, ein lebendes Objekt zu mikroskopieren.
Als weiterer Nachteil können die sehr hohen Anschaffungs- und Unterhaltskosten für Elektronenmikroskope angesehen werden, die es Privatunternehmen oft nicht erlauben, eigene Geräte zu betreiben. Daher sind Elektronenmikroskope überwiegend in Forschungsinstituten und in Dienstleistungsunternehmen anzutreffen.

## Geschichte

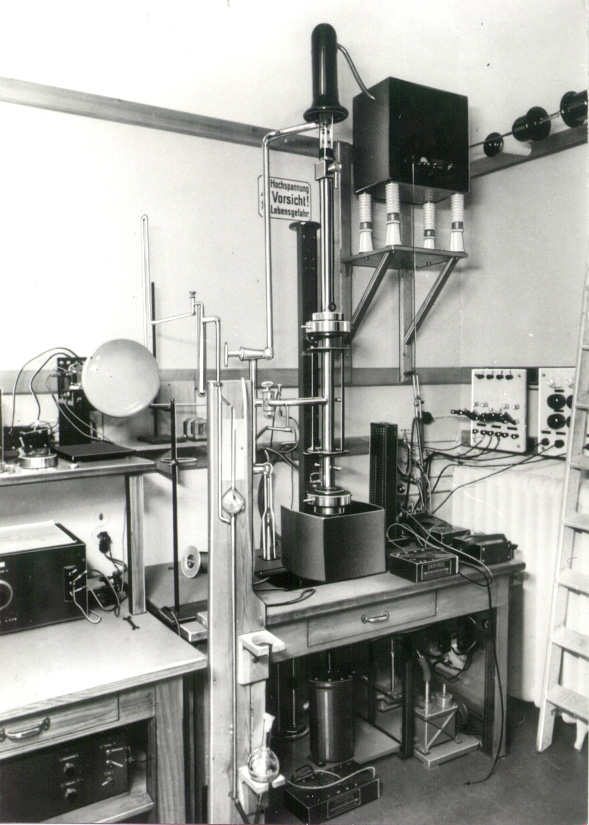
Das erste STEM von Manfred von Ardenne, 1937

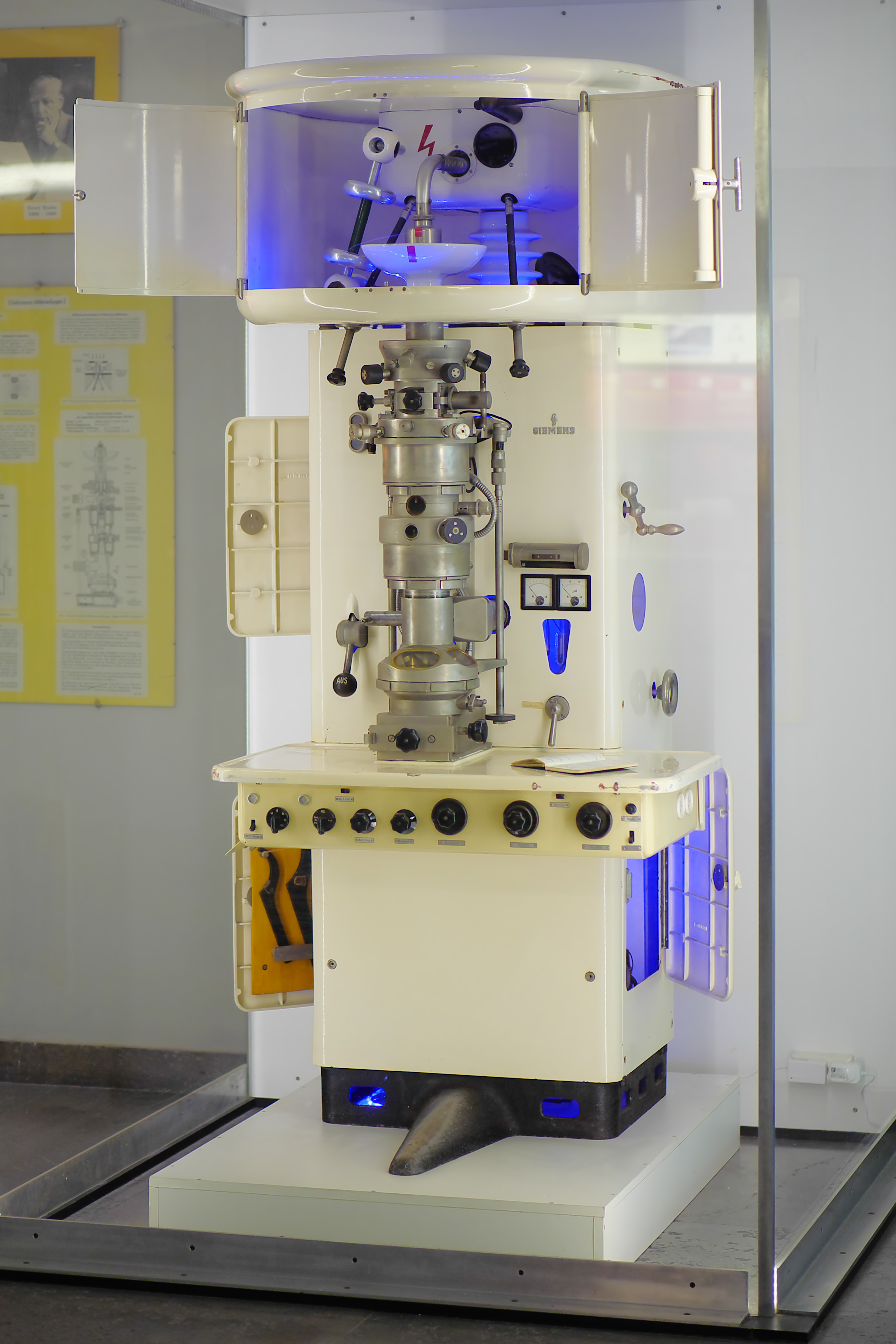
Das 1949 von Ernst Ruska bei Siemens gebaute Übermikroskop ÜM100 im Foyer des Ernst-Ruska-Gebäudes der Technischen Universität Berlin

Die erste auf magnetischen Kräften beruhende Linse wurde 1926 von Hans Busch entwickelt. Als erstes Elektronenmikroskop – seinerzeit auch als Übermikroskop bezeichnet – wurde 1931 ein TEM von Ernst Ruska und Max Knoll gebaut, wenngleich zunächst keine elektronentransparenten Objekte, sondern testweise kleine Metallgitter abgebildet wurden. Für diese Arbeit erhielt Ruska 1986 den Physik-Nobelpreis. Er und Bodo von Borries entwickelten daraus 1938 das bald darauf zur „Übermikroskopie“ in die Medizin und Biologie eingeführte erste kommerzielle Elektronenmikroskop.
Etwa zeitgleich mit Ruska und Knoll baute Reinhold Rüdenberg ein elektrostatisches Elektronenmikroskop, für das er 1931 ein Patent bekam.
Die Kontrastierung biologischer Objekte mit Osmiumsäure schlug Ladislaus Marton 1934 vor. Das erste STEM wurde 1937 von Manfred von Ardenne gebaut.
Das erste sowjetische Elektronenmikroskop wurde 1940 von Wiktor Werzner gebaut.
Während in den frühen Jahren die Aufklärung lichtmikroskopisch unsichtbarer Krankheitserreger (Viren) eine bedeutende Triebfeder für die Entwicklung des Elektronenmikroskops war, erweiterte sich das Interesse später besonders auf die Materialwissenschaft, nachdem Robert D. Heidenreich 1949 die Präparation dünner durchstrahlbarer Metallfolien gelang.
In den 1960er Jahren entwickelte man TEM mit immer höherer Beschleunigungsspannung (bis zu 3 MV, um 1965 in Toulouse, 1970 in Osaka), vor allem um dickere Objekte durchstrahlen zu können. In diesem Jahrzehnt wurde auch erstmals atomare Auflösung erreicht.
Ende der 1960er Jahre führte Albert Crewe den Feldemitter für STEM ein und verhalf dieser Technik damit erst zu ihrer Bedeutung.
Ende der 1980er Jahre wurde das ESEM entwickelt. Seit Ende der 1980er Jahre werden Schottky-Feldemitter in TEM eingesetzt. Seit Anfang der 1990er Jahre kommen FESEM mit Schottky-Feldemitter zum Einsatz.
Erwähnenswert ist auch der zunehmende Einsatz von Computern seit den 1990er Jahren. So lassen sich beispielsweise komplizierte Linsensysteme automatisch durch Analyse der Aufnahmen einer CCD-Kamera justieren, was den Benutzer des Mikroskops deutlich entlastet. Unabdingbar ist der Einsatz von Computern zur Kompensation von Aberrationen der elektronenoptischen Linsen mit magnetischen Multipollinsen, eine Technik, die in den letzten Jahren sowohl im REM, TEM, wie auch im STEM-Bereich immer mehr Bedeutung erlangt.
Anfang 2008 wurde ein neues Transmissionselektronenmikroskop mit Aberrationskorrektur, „TEAM“ genannt, angekündigt. Es weist eine Auflösung von 0,05 nm auf.
Im Dezember 2008 wurde vom Forschungszentrum Jülich der Bau eines 15 Millionen Euro kostenden Labors mit Elektronenmikroskop am Ernst-Ruska-Centrum für Mikroskopie und Spektroskopie angekündigt. Mit einer Auflösung von ebenfalls 0,05 nm wird es zu den auflösungsstärksten Mikroskopen der Welt gehören.
Anlässlich der Verleihung des Kavli-Preises für Nanotechnologie 2020 an Maximilian Haider et al. wurde eine Rekordauflösung von 0,043 nm genannt – weniger als der Atomdurchmesser von Wasserstoff. Haider leitet die 1996 gegründete Firma CEOS (Corrected Electron Optical Systems) die Abbildungselemente für Elektronenmikroskope herstellt. Haider erhielt mit  Harald Rose und Knut Urban 2011 den Wolf-Preis in Physik für Verbesserung der Auflösung von Elektronenmikroskopen und alle drei erhielten mit  Ondrej Krivanek 2020 den Kavli-Preis für Leistungen auf dem Gebiet der Elektronenmikroskopie. Krivanek entwickelte Aberrationskorrektoren (bis 3. Ordnung), Methoden der Elektronenenergieverlustspektroskopie (EELS), demonstrierte Sub-Angström Elektronenmikroskopie und die Kopplung mit Vibrationsspektroskopie zum Beispiel in der Biologie und analytischen Chemie.
Der Nobelpreis wurde für das Gebiet der Elektronenmikroskopie außer an Ruska auch an Jacques Dubochet, Richard Henderson und Joachim Frank verliehen (Kryo-Elektronenmikroskopie, Nobelpreis für Chemie 2017).

## Trivia
Noch 1970 wurde geschätzt, dass insgesamt weniger als ein Kubikmillimeter Material elektronenmikroskopisch erforscht worden sei, bedingt durch die dünnen Schichten und die starke Vergrößerung.